# Унија (Амерички грађански рат)
Унија је било име које се користило током Америчког грађанског рата за САД, то јест за владу Абрахама Линколна, 20 држава које су забраниле ропство и 4 пограничне државе које су ропство дозвољавале (неке су имале подељене владе и слале су војску Конфедерацији и Унији), а које су ту владу подржале. Отпор овим државама су пружали 11 јужњачких робовласничких држава (или 13, гледајући из перспективе Југа) које су формирале Конфедеративне Америчке Државе. 
Људство из свих држава је служило у Војсци САД (познатој и као Војска Уније), мада су пограничне државе слале десетине хиљада војника јужно, у Конфедерацију. Пограничне државе су биле виталне за инвазију Уније на Југ. Линколн је то схватао и знао је да неће моћи да победи у рату без њих, поготово без Мериленда, који се налазио северно од престонице, Вашингтона. Североисточне и Средњозападне државе су снабдевале војску са свим средствима потребним за вођење модерног рата, производњом велике количине муниције и осталих залиха, уз то финансирајући рат својом индустријским капацитетом. Средњи запад је снабдевао Унију војницима, храном, коњима као и финансијски. Војне болнице су се налазиле широм територије Уније. Већином држава су управљали републикански гувернери, који су страсно подржавали Унију и који су гушили анти-ратне субверзије током рата. Демократска странка је била за рат почетком 1861, али је до 1862. године дошло до интерне поделе унутар странке на про-ратне и анти-ратне демократе (енгл. Copperheads). Демократе су током 1862. године имале значајних успеха на изборима, пре свега у Њујорку, мада су подршку и губили, као у Охају 1863. Хиљаду осамсто шездесет и четврте, Републиканци су водили кампању као Партија за националну унију привукавши тиме доста про-ратних демократа и војника, што је довело до новог мандата Линколна и пораза демократског противкандидата Џорџа Маклелана, бившег главнокомандујућег војске Уније и Војске Потомака. 

Током рата север је живео у релативном просперитету, изузев територија на граници са земљама Југа, где је долазило до озбиљнијих сукоба и где се водио герилски рат. Национални банкарски систем је у том периоду је био реформисан, а просперитет је био стимулисан великим трошењем новца од стране савезне владе. Државе уније су доста новца и труда улагале у психолошку и социјалну подршку војницима, њиховим женама, удовицама и сирочади. Већину војске су чинили добровољци, а мобилизација је ступила на снагу 1863. године. Отпор мобилизацији је био највећи у већим урбаним срединама, поготово у Њујорку, где су се одржали велики протести против ње у јулу 1863. као и у неким руралним срединама попут рударских крајева Пенсилваније. 

## Порекло имена
У контексту Америчког грађанског рата, Унија се некада назива „Севером”. Тај назив, који је био популаран током рата је у употреби и данас. Друга зараћена страна је, насупрот томе, популарно називана „Југом”. Унија никада није признала легитимитет одвајања јужних држава, сматрајући их делом Уније током трајања рата. Унија је једина страна у рату која је била међународно призната, за разлику од Конфедерације. „Унија” је назив који се појављује у документу који претходи уставу Сједињених Држава, Уговор о конфедерацији и сталној унији. Устав који је уследио 1787. године је помињао Сједињене Државе опет као Унију, као и други документи који су написани касније.
Чак је и пре избијања рата фраза: „Очувајмо Унију” била често коришћена, а термин „Унија држава” је коришћен да као синоним за Сједињене Државе. Коришћење фразе „Унија” је давала несецесионистичким државама одређен легитимитет, као наследника већ постојећег политичког ентитета.
Конфедерација је на Унију гледала као на противнике ропства, често их називајући укидачима (енгл. abolitionists), називајући тако Војску Уније укидачком војском (енгл. Abolition forces), а морнарицу укидачком морнарицом (енгл. Abolition fleet).

## Снаге
За разлику од Конфедерације, Унија је имала велику урбанизовану и индустријализовану зону, Северозапад, као и развијеније комерцијалне, транспортне и финансијске системе, за разлику од руралног Југа. На корист Уније је ишло и људство. Однос на почетку рата је био 5 према 2, у корист Уније.
Из године у годину Конфедерација је губила контролу над ресурсима и популацијом. Док је Унија свој растући потенцијал трошила на јачању војних снага. Већина тих војника је имала задатак да чува железнице и друге важне позиције, као и да служе као гарнизони у освојеним територијама. Предности у ресурсима и људству су на крају довели до победе Уније над Конфедерацијом, услед особина сукоба, који је захтевао дугорочно ратовање, мада је Унији било потребно дуго времена да све своје снаге мобилизује.

## Став народа о рату
Напад Конфедерације на форт Сумтер је окупио народ севера око идеје одбране америчке нације. Историчар Мајкл Смит, је сматрао да се из године у годину дух америчког републиканизма је јачао, као и страхови од корупције на високим позицијама. Гласачи су се плашили централизације моћи у Вашингтону, великог трошења новца и ратног профитерства. Демократски кандидати су тај страх подстицали. Сматрали су да убрзана модернизација даје источним богаташима превише политичке моћи. Упозоравали су народ да ће ослобађање робова довести до отимања послова домаћег становништва од стране новоослобођених робова.
Републиканци су на те тврдње одговарали оптужбама. Оптуживали су на анти-ратне демократе да кују завере да ослободе конфедерацијске ратне заробљенике, користећи се растућим национализмом и мржњом према власницима робова.

## Председник Линколн
Абрахам Линколн је као изузетно хваљен за свој рад на позицији председника.Приоритет његове владавине била је војна победа. То је од њега захтевало да овлада новим вештинама (првенствено као војног стратега и дипломате). Надгледао је снабдевање војске, финансије, био је активан у одабиру генерала, као и у смишљању стратегије рата. Активно је радио са владама савезних држава и локалних политичара и радио је на дизању морала народа (чувено је његово обраћање у Гетизбургу). Шарм председника и његова воља да сарађује са својим политичким противницима је довело до тога да Вашингтон много боље функционише од Ричмонда, престонице Конфедерације. Био је чувен по свом смислу за шалу. Линколнов кабинет се показао као јачи и много ефикаснији од Дејвисовог. Са Вилијамом Севардом као државном секретаром, на челу Стејт департмента, Салмоном Чејсом на челу министарства финансија и (од 1862. године) Едвина Статона као министра војске Линколн је имао кабинет пун одлучних људи. Осим надгледања постављања људи на високе позиције и доношења важних одлука, Линколн се није мешао у рад својих министара.

## Конгрес
Републикански Конгрес је успео да прогура многе законе који су у знатној мери утицали на националну економију, финансијски и земљишни систем, систем такси и систем вишег образовања. Линколн је релативно мало пажње обраћао на ово, јер се бавио ратним питањима. Сарађивао је добро, додуше, са утицајним лидерима у Конгресу попут Тадеуса Стивенса (таксе и потрошња новца), Чарлса Самнера (спољни послова), Лимана Трумбула (правна питања), Џастина Смита Морила (тарифе и земљишна питања), Вилијамом Фесенденом (финансије).
Око питања рата и реконструкције, ипак, било је проблема. Линколн као представник умерених и конзервативних републиканаца је често укрштао копља са радикалнијим струјама унутар странке, које су Стивенс и Самнер предводили. Позиција Линколна као главнокомандујућег је била оспоравана од стране радикалних републиканаца унутар Заједничког одбора о вођењу рата где су они били доминантни, мада су обе странке имале учешћа на њему. Радикални републиканци су презирали Конфедерацију. На 37. и 38. конгресу они су испитивали сваки аспект војних операција Уније, обазирући се посебно на команданте криве за војне поразе. Сматрали су да је победа Уније неизбежна, па је неуспех сматран као индикација лоше мотивације или грешака. Одбор није имао поверења у официре који су школовани у Вест Појнту, пошто су се многи од бивших ученика били вође у Конфедерацији. Чланови одбора су преферирали генерале са добром политичким историјом. Неки од чланова одбора су оптуживали бивше чланове Вест Појнта за нелојалност и кукавичлук. То је довело до одабира политички „коректних” генерала над способнијим.

## Преглед
Термин је раније коришћен за деноминацију целокупне државе САД ("унија држава"). Због тога, називање овим именом дела САД који није приступио сецесионистима давао је легитимитет тим државама као континуитет државе која је раније постојала. Такође, у јавном говору САД, нове државе се „примају у Унију“ а председник САД на свом годишњем обраћању Конгресу и америчком народу се обраћа „државама Уније“.
Током Америчког грађанског рата, они који су били лојални федералној влади и били против сецесије а живели су у пограничним државама или државама Конфедерације звани су унионистима. Војници Конфедерације су их понекад звали „домаћи Јенкији“ (енгл. Homemade Yankees). Скоро 120.000 униониста са југа служили су у војсци Уније током Грађанског рата. Унионисти јужњаци су доста коришћени за вођење герилског рата као и окупационе трупе у областима Конфедерације које је Унија окупирала.
Од Грађанског рата овај термин је био широко коришћен као синоним за северњачку страну конфликта, и прилично је изгубио своје историјско значење.

## Државе Уније
- Калифорнија
- Конектикат
- Делавер*
- Илиноис
- Индијана
- Ајова
- Канзас
- Кентаки*
- Мејн
- Мериленд*
- Масачусетс
- Мичиген
- Минесота
- Мисури*
- Невада
- Њу Хемпшир
- Њу Џерзи
- Њујорк
- Охајо
- Орегон
- Пенсилванија
- Роуд Ајланд
- Вермонт
- Западна Вирџинија*
- Висконсин

* погранична држава
Канзас, Западна Вирџинија и Невада су се придружиле Унији после избијања рата.